# Rödstjärtad jakamar
Rödstjärtad jakamar (Galbula ruficauda) är en fågel i familjen jakamarer med vid utbredning från Mexiko till Bolivia.

## Utseende och läte
Jakamarer är eleganta och färgglada fåglar med lång, rak näbb och lång stjärt. Den rödstjärtade jakamaren är 25 cm lång med en fem cm lång, svart näbb. Fjäderdräkten är metalliskt grön ovan och huvudsakligen orange under, inklusive undersidan av stjärten med grönt bröstband. Hanen har ljus strupe, medan den är beige hos honan. Sången är ett ljust och tunt "peeo-pee-peeo-pee-pe-pe" som slutar i en drill och lätet ett vasst "pee-op".

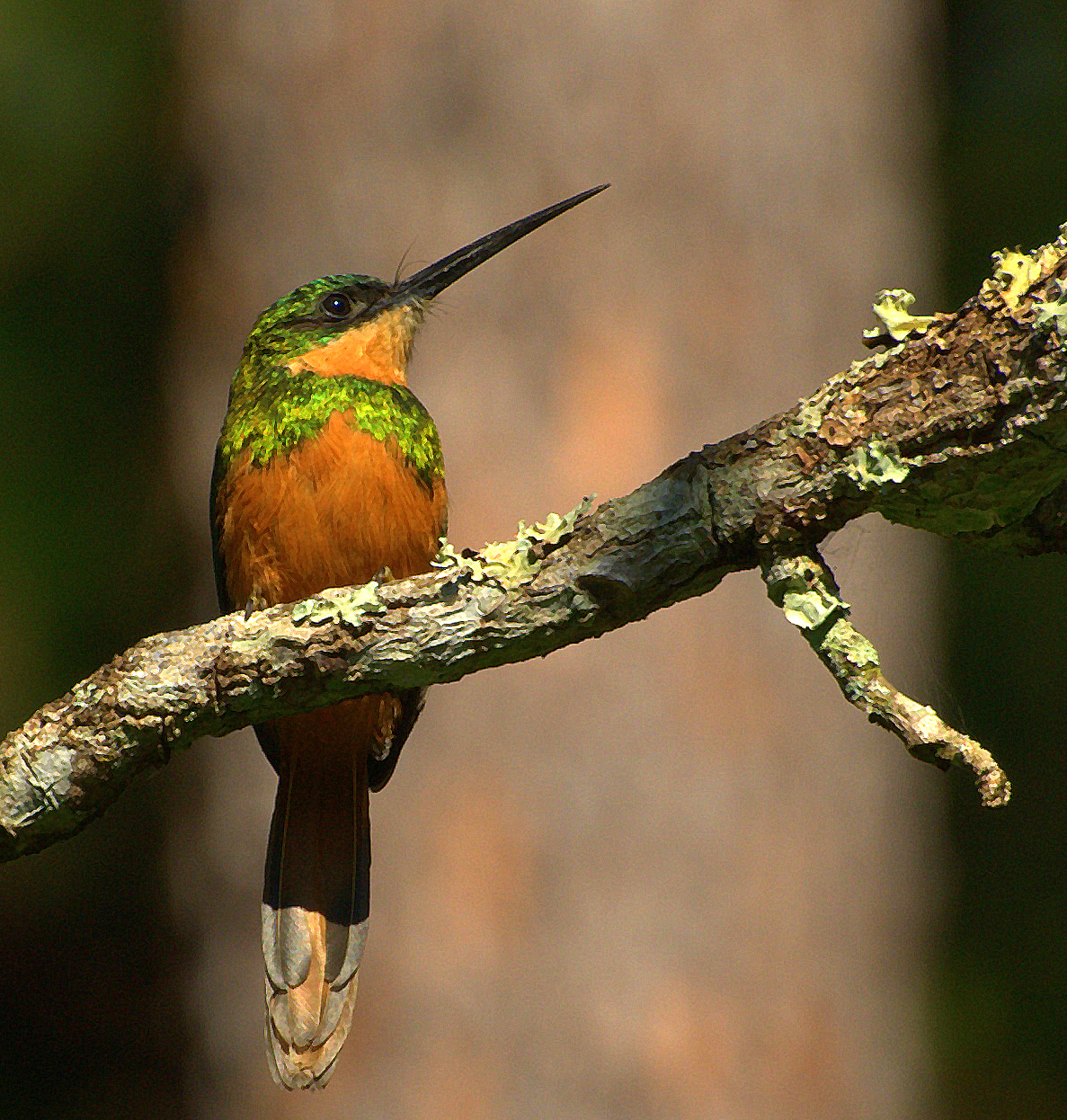
Hona i Brasilien.

## Utbredning och systematik
Rödstjärtad jakamar delas in i sex underarter, fördelade i tre grupper, med följande utbredning:
- Galbula ruficauda melanogenia - förekommer i lågland från sydöstra Mexiko (Veracruz) till västra Ecuador
- ruficauda-gruppen
  - Galbula ruficauda ruficauda - förekommer från centrala Colombia till Guyana, norra Brasilien och Trinidad och Tobago
  - Galbula ruficauda brevirostris - förekommer i nordöstra Colombia och nordvästra Venezuela (Lake Maracaibo-regionen)
  - Galbula ruficauda pallens - förekommer i torra tropiska norra Colombia
- rufoviridis/heterogyna-gruppen
  - Galbula ruficauda rufoviridis - förekommer från Brasilien söder om Amazonområdet till norra Bolivia, Paraguay och nordöstra Argentina
  - Galbula ruficauda heterogyna - förekommer i Bolivia öster om Anderna och i sydvästra Brasilien (västra Mato Grosso)

## Levnadssätt
Jakamarer är insektsätare som sitter vakande på en utkiksplats med näbben riktad uppåt för att plötsligt göra utfall mot flygande insekter, ofta getingen Agelaia vicina. Den kan se skillnad mellan ätbara och osmakliga fjärilar enbart på kroppsformen.. Fågeln förekommer i olika sorters både torra och fuktiga skogsområden och buskmarker. Den gräver ut en botunnel i en termitstack eller en jordbank vari den lägger två till fyra rödbrunfläckade ägg.

## Status och hot
Arten har ett stort utbredningsområde, men tros minska i antal, dock inte tillräckligt kraftigt för att den ska betraktas som hotad. Internationella naturvårdsunionen IUCN listar arten som livskraftig (LC). Beståndet uppskattas till i storleksordningen en halv till fem miljoner vuxna individer.